# 1872
| [ Edytuj tabelę ]              | |
| Król Polski (tytularny)        | - 1855 Aleksander II Romanow 1881                                                                                                  |
| Emir Afganistanu               | - 1867 Szer Ali Chan 1879 |
| Współksiążęta Andory           | - 1853 Josep Caixal i Estradé 1879 - 1871 Adolphe Thiers 1873                                                                      |
| Prezydent Argentyny            | - 1868 Domingo Faustino Sarmiento 1874                                                                                             |
| Cesarz Austrii                 | - 1848 Franciszek Józef I 1916 |
| Król Bawarii                   | - 1864 Ludwik II 1886 |
| Król Belgów                    | - 1865 Leopold II 1909 |
| Premier Belgii                 | - 1871 Jules Malou 1878 |
| Prezydent Boliwii              | - 1871 Agustín Morales 1872 - 1872 Juan de Dios Bosque 1872 - 1872 Tomás Frías 1873                                                |
| Cesarz Brazylii                | - 1831 Pedro II 1889 |
| Sułtan Brunei                  | - 1852 Abdul Momin 1885 |
| Prezydent Chile                | - 1871 Federico Errázuriz Zañartu 1876                                                                                             |
| Cesarz Chin                    | - 1861 Tongzhi 1875 |
| Król Czech                     | - 1848 Franciszek Józef I 1916 |
| Król Danii                     | - 1863 Chrystian IX 1906 |
| Premier Danii                  | - 1870 Ludvig Holstein- Holsteinborg 1874                                                                                          |
| Dalajlama                      | - 1857 Trinlej Gjaco 1875 |
| Prezydent Dominikany           | - 1868 Buenaventura Báez 1874 |
| Władca Egiptu                  | - 1863 Isma’il Pasza 1879 |
| Premier Egiptu                 | - 1868 Muhammad Szarif Pasza 1872 - 1872 Boghos Nubar Pasza 1872 - 1872 Taufik Pasza 1878                                          |
| Prezydent Ekwadoru             | - 1869 Gabriel García Moreno 1875                                                                                                  |
| Cesarz Etiopii                 | - 1871 Jan IV Kassa 1889 |
| Prezydent Francji              | - 1871 Adolphe Thiers 1873 |
| Premier Francji                | - 1871 Jules Dufaure 1873 |
| Król Grecji                    | - 1863 Jerzy I 1913 |
| Prezydent Gwatemali            | - 1871 Miguel García Granados y Zavala 1873                                                                                        |
| Prezydent Haiti                | - 1869 Nissage Saget 1874 |
| Król Hawajów                   | - 1863 Kamehameha V 1872 |
| Król Hiszpanii                 | - 1871 Amadeusz I 1873 |
| Król Holandii                  | - 1849 Wilhelm III 1890 |
| Premier Holandii               | - 1871 Johan Rudolph Thorbecke 1872 - 1872 Gerrit de Vries 1874                                                                    |
| Prezydent Hondurasu            | - 1864 José María Medina 1872 - 1872 Juan Antonio Medina Orellana (p.o.) 1872 - 1872 Carlos Céleo Arias Lópe (p.o.) 1874           |
| Szach Iranu                    | - 1848 Naser ad-Din Szah 1896 |
| Król Irlandii                  | - 1837 Wiktoria Hanowerska 1901 |
| Cesarz Japonii                 | - 1867 Mutsuhito 1912 |
| Kalif                          | - 1861 Abdülaziz 1876 |
| Premier Kanady                 | - 1867 John Macdonald 1873 |
| Emir Kataru                    | - 1847 Muhammad ibn Sani 1878 |
| Prezydent Kolumbii             | - 1870 gen. Eustorgio Salgar 1872 - 1872 Manuel Murillo Toro 1874                                                                  |
| Patriarcha Konstantynopola     | - 1871 Antym VI 1873 |
| Władca Korei                   | - 1863 Kojong 1907 |
| Prezydent Kostaryki            | - 1870 Tomás Guardia Gutiérrez 1876                                                                                                |
| Emir Kuwejtu                   | - 1866 Abd Allah II 1892 |
| Prezydent Liberii              | - 1871 James Skivring Smith 1872 - 1872 Joseph Jenkins Roberts 1876                                                                |
| Książę Liechtensteinu          | - 1858 Jan II Dobry 1929 |
| Wielki książę Luksemburga      | - 1849 Wilhelm III 1890 |
| Premier Luksemburga            | - 1867 Emmanuel Servais 1874 |
| Sułtan Maroka                  | - 1859 Muhammad IV 1873 |
| Prezydent Meksyku              | - 1867 Benito Juárez 1872 - 1872 Sebastián Lerdo de Tejada 1876                                                                    |
| Książę Monako                  | - 1856 Karol III 1889 |
| Król Nepalu                    | - 1847 Surendra 1881 |
| Premier Nepalu                 | - 1857 Jang Bahadur Rana 1877 |
| Cesarz Niemiec                 | - 1871 Wilhelm I Hohenzollern 1888                                                                                                 |
| Kanclerz Niemiec               | - 1871 Otto von Bismarck 1890 |
| Prezydent Nikaragui            | - 1871 José Vicente Quadra Lugo 1875                                                                                               |
| Król Norwegii                  | - 1859 Karol IV 1872 - 1872 Oskar II 1905                                                                                          |
| Premier Nowej Zelandii         | - 1869 William Fox 1872 - 1872 Edward Stafford 1872 - 1872 George Waterhouse 1873                                                  |
| Sułtan Omanu                   | - 1870 Turki ibn Sa’id 1888 |
| Papież                         | - 1846 Pius IX 1878 |
| Prezydent Paragwaju            | - 1871 Salvador Jovellanos 1874 |
| Prezydent Peru                 | - 1868 José Balta 1872 - 1872 Mariano Herencia Zevallos 1872 - 1872 Manuel Pardo 1876                                              |
| Król Portugalii                | - 1861 Ludwik 1889 |
| Król Prus                      | - 1861 Wilhelm I 1888 |
| Car Rosji                      | - 1855 Aleksander II 1881 |
| Książę Rumunii                 | - 1866 Karol I 1881 |
| Premier Rumunii                | - 1871 Lascăr Catargiu 1876 |
| Król Saksonii                  | - 1854 Jan Wettyn 1873 |
| Prezydent Salwadoru            | - 1871 Santiago González Portillo 1876                                                                                             |
| Kapitanowie Regenci San Marino | - 1871 Palamede Malpeli Luigi Pasquali 1872 - 1872 Giuliano Belluzzi Pietro Berti 1872 - 1872 Federico Gozi Francesco Malpeli 1873 |
| Książę Serbii                  | - 1868 Milan I Obrenowić 1882 |
| Prezydent Szwajcarii           | - 1872 Emil Welti 1872 |
| Król Szwecji                   | - 1859 Karol XV 1872 - 1872 Oskar II 1907                                                                                          |
| Król Tajlandii                 | - 1868 Chulalongkorn 1910 |
| Sułtan Turków                  | - 1861 Abdülaziz 1876 |
| Prezydent Urugwaju             | - 1868 Lorenzo Batlle y Grau 1872 - 1872 Tomás Gomensoro Albín (p.o.) 1873                                                         |
| Prezydent USA                  | - 1869 Ulysses Grant 1877 |
| Prezydent Wenezueli            | - 1870 Antonio Guzmán Blanco 1877                                                                                                  |
| Król Węgier                    | - 1848 Franciszek Józef I 1916 |
| Premier Węgier                 | - 1871 Menyhért Lónyay 1872 - 1872 József Szlávy 1874                                                                              |
| Monarcha Wielkiej Brytanii     | - 1837 Wiktoria 1901 |
| Premier Wielkiej Brytanii      | - 1868 William Ewart Gladstone 1874                                                                                                |
| Cesarz Wietnamu                | - 1847 Tự Đức 1883 |
| Król Włoch                     | - 1861 Wiktor Emanuel II 1878 |

Rok 1872 / MDCCCLXXII
stulecia: XVIII wiek ~
XIX wiek ~
XX wiek

dziesięciolecia:
1840–1849 •
1850–1859 •
1860–1869 •
1870–1879
• 1880–1889
• 1890–1899
• 1900–1909

lata: 1862 «
1867 «
1868 «
1869 «
1870 «
1871 «
1872
» 1873
» 1874
» 1875
» 1876
» 1877
» 1882

## Wydarzenia w Polsce
- 1 stycznia – w Krakowie odbyła się prapremiera dramatu Adama Mickiewicza Konfederaci barscy.
- 2 stycznia – ukazało się pierwsze wydanie „Kuriera Poznańskiego”
- 16 lutego – zatwierdzono statut Akademii Umiejętności w Krakowie.
- 26 maja – otwarto dwutorową linię kolejową Inowrocław-Bydgoszcz.
- 27 października – oddano do użytku dwutorową linię kolejową łączącą Chorzów i Tarnowskie Góry.

- Państwo pruskie przejęło nadzór nad szkolnictwem, co zapoczątkowało jego germanizację w zaborze pruskim.
- Powstało Wydawnictwo Apostolstwa Modlitwy.

## Wydarzenia na świecie
- 12 stycznia – Jan IV został cesarzem Etiopii.
- 1 marca – USA: utworzono Park Narodowy Yellowstone.
- 4 marca – Hiszpanie założyli miasto Puerto Princesa na filipińskiej wyspie Palawan.
- 5 marca – Amerykanin George Westinghouse uzyskał patent na kolejowy hamulec pneumatyczny.
- 16 marca – w pierwszym w historii meczu finałowym o Puchar Anglii w piłce nożnej Wanderers F.C. pokonali Royal Engineers A.F.C. 1:0.
- 3 kwietnia – kanadyjski astronom James Craig Watson odkrył planetoidę (119) Althaea.
- 10 kwietnia – francuski astronom Alphonse Borrelly odkrył planetoidę (120) Lachesis.
- 13 kwietnia – amerykański lekarz George Huntington opisał po raz pierwszy w czasopiśmie medycznym chorobę nazwaną później pląsawicą Huntingtona.
- 24 kwietnia – erupcja Wezuwiusza.
- 18 maja – w Lipsku wyjechały na trasy pierwsze tramwaje konne.
- 14 czerwca – w Kanadzie zalegalizowano związki zawodowe.
- 22 czerwca – uruchomiono komunikację tramwajową w Moskwie.
- 18 lipca – w Wielkiej Brytanii wprowadzono zasadę tajności głosowania w wyborach parlamentarnych.
- 5 sierpnia – założono Zgromadzenie Córek Maryi Wspomożycielki.
- 18 września – Oskar II został królem Szwecji i Norwegii.
- 30 listopada – piłka nożna: w Glasgow odbył się pierwszy oficjalny mecz międzypaństwowy, w którym Szkocja zremisowała bezbramkowo z Anglią.
- 4 grudnia:
  - József Szlávy został premierem Węgier.
  - załoga brytyjskiego brygu „Dei Gratia” dostrzegła dryfujący amerykański statek „Mary Celeste”, jak się okazało bez załogi, której nigdy nie odnaleziono.

- Założenie Uniwersytetu w Kolozsvárze, dzisiejszego Uniwersytetu Segedyńskiego.
- Otwarcie linii kolejowej Tbilisi – Poti.

## Urodzili się
- 6 stycznia – Aleksandr Skriabin (ros. Алекса́ндр Никола́евич Скря́бин), rosyjski pianista i kompozytor (zm. 1915)
- 9 stycznia – Maria Klara Nanetti, włoska misjonarka, męczennica, święta katolicka (zm. 1900)
- 11 stycznia:
  - Wilfred Baddeley, brytyjski tenisista (zm. 1929)
  - Béla Hajts, słowacki nauczyciel, krajoznawca i działacz turystyczny, autor nazwy „Słowacki Raj” (zm. 1926)
- 15 stycznia – Henryk Zemanek, polski generał dywizji (zm. 1936)
- 16 stycznia – Paweł Manna, włoski duchowny katolicki, założyciel Papieskiej Unii Misyjnej, misjonarz, błogosławiony (zm. 1952)
- 18 stycznia – Edward Komar, polski duchowny katolicki, biskup pomocniczy tarnowski (zm. 1943)
- 28 stycznia – Andrija Radović, czarnogórski polityk, dwukrotny premier (zm. 1947)
- 29 stycznia – Helena Sujkowska, polska działaczka socjalistyczna, oświatowa i kobieca, polityk, senator RP, podporucznik, żołnierz AK, uczestniczka powstania warszawskiego (zm. 1944)
- 5 lutego – Wiktoria Niegolewska, polska ziemianka, działaczka narodowa, członkini honorowa Związku Powstańców Śląskich (zm. 1927)
- 10 lutego – Jan Radtke, pierwszy polski wójt Gdyni (zm. 1958)
- 12 lutego – Theodoor Hendrik van de Velde, holenderski ginekolog i seksuolog (zm. 1937)
- 3 marca – Artur Markowicz, polski malarz, litograf pochodzenia żydowskiego (zm. 1934)
- 5 marca – Ludwik Szczepański, polski literat, publicysta, dziennikarz, poeta (zm. 1954)
- 6 marca – Agnes Morton, brytyjska tenisistka (zm. 1952)
- 8 marca – Anna Held, amerykańska aktorka, piosenkarka pochodzenia polskiego (zm. 1918)
- 10 marca – Henri Arthus, francuski żeglarz, medalista olimpijski (zm. 1962)
- 17 marca:
  - Bogusław Butrymowicz, polski poeta, tłumacz, historyk literatury (zm. 1965)
  - Louis Muskens, holenderski neurolog (zm. 1937)
- 19 marca – Zygmunt Marek, polski polityk, wicemarszałek Sejmu (zm. 1931)
- 31 marca – Aleksandra Kołłontaj (ros. Алекса́ндра Миха́йловна Коллонта́й), rosyjska rewolucjonistka (zm. 1952)
- 1 kwietnia – Tadeusz Joteyko, polski kompozytor, dyrygent i pedagog (zm. 1932)
- 3 kwietnia – Arthur Byron, amerykański aktor filmowy i teatralny (zm. 1943)
- 16 kwietnia – Henryk Galle, polski krytyk i historyk literatury (zm. 1948)
- 19 kwietnia – Alice Salomon, niemiecka działaczka społeczna, feministka pochodzenia żydowskiego (zm. 1948)
- 26 kwietnia – Stanisław Haller, polityk i generał Wojska Polskiego (zm. 1940)
- 28 kwietnia – Adolf Daab, Radny Warszawy, przedsiębiorca budowlany (zm. 1924)
- 1 maja – Hugo Alfvén, szwedzki kompozytor (zm. 1960)
- 3 maja – Símun av Skarði, farerski poeta, polityk i nauczyciel (zm. 1942)
- 10 maja:
  - Marcel Mauss, francuski socjolog i antropolog (zm. 1950)
  - Tom Pearson, walijski sportowiec (zm. 1957)
- 18 maja:
  - Pasquale Jannaccone, włoski ekonomista, polityk (zm. 1959)
  - Bertrand Russell, brytyjski logik, matematyk, filozof, działacz społeczny, eseista, laureat Nagrody Nobla (zm. 1970)
- 21 maja:
  - Irmgard Henckel von Donnersmarck, niemiecka arystokratka (zm. 1940)
  - Teffi, rosyjska pisarka, poetka, dramaturg, eseistka, felietonistka (zm. 1952)
- 28 maja – Marian Smoluchowski, polski fizyk (zm. 1917)
- 31 maja – Charles Greeley Abbot, amerykański astrofizyk i astronom (zm. 1973)
- 6 czerwca – Aleksandra Fiodorowna, ostatnia caryca Imperium Rosyjskiego, żona ostatniego cara Rosji Mikołaja II, wnuczka królowej Wiktorii, święta prawosławna (zm. 1918 rozstrzelana z rodziną przez CzeKa)
- 8 czerwca – Francesco Morano, włoski kardynał (zm. 1968)
- 12 czerwca – Władysław Kunicki, polski nauczyciel, działacz samorządowy, polityk PPS i właściciel gimnazjum w Lublinie (zm. 1941)
- 13 czerwca – Jan Szczepanik, polski nauczyciel, wynalazca zwany „polskim Edisonem” (zm. 1926)
- 15 czerwca – Johanna Gadski, niemiecka śpiewaczka (zm. 1932)
- 18 czerwca – Anna Kaworek, polska zakonnica, współzałożycielka i pierwsza przełożona zakonu michalitek, czcigodna Służebnica Boża (zm. 1936)
- 19 czerwca – Jan Bąkowski, polski malarz (zm. 1934)
- 23 czerwca – Alojzy Orione (Luigi Orione), włoski duchowny katolicki, założyciel zgromadzenia Orionistów, działacz społeczny, święty Kościoła katolickiego (zm. 1940)
- 5 lipca – Henrik Agersborg, norweski żeglarz, medalista olimpijski (zm. 1942)
- 8 lipca – Stanisław Srokowski, polski geograf, założyciel i pierwszy dyrektor Instytutu Bałtyckiego (zm. 1950)
- 12 lipca – Emil Hácha, czeski polityk i prawnik (zm. 1945)
- 16 lipca – Roald Amundsen, norweski badacz polarny (zm. 1928)
- 22 lipca – Witold Łaszczyński, polski pisarz (zm. 1949)
- 3 sierpnia – Haakon VII, król Norwegii (zm. 1957)
- 6 sierpnia – Serafina Emanuela Justa Fernández Ibero, hiszpańska kapucynka od Świętej Rodziny, męczennica, błogosławiona katolicka (zm. 1936)
- 13 sierpnia – Richard Willstätter, niemiecki chemik, laureat Nagrody Nobla (zm. 1942)
- 17 sierpnia – Traian Vuia, rumuński pionier lotnictwa (zm. 1950)
- 21 sierpnia – Aubrey Beardsley, angielski rysownik, ilustrator (zm. 1898)
- 26 sierpnia – Joseph Taylor Robinson, amerykański polityk, senator ze stanu Arkansas (zm. 1937)
- 28 sierpnia – Dominik Maria z Alboraya, hiszpański amigonianin, męczennik, błogosławiony katolicki (zm. 1936)
- 31 sierpnia – Matylda Krzesińska, rosyjska tancerka pochodzenia polskiego (zm. 1971)
- 9 września – Josef Stránský, czeski dyrygent, kompozytor i marszand (zm. 1936)
- 14 września – Mateusz Manterys, polski działacz społeczny, polityk (zm. 1946)
- 16 września – Kathleen Nunneley, nowozelandzka tenisistka (zm. 1956)
- 19 września – Key Pittman, amerykański polityk, senator ze stanu Nevada (zm. 1940)
- 20 września – Walter E. Scott, amerykański hochsztapler (zm. 1954)
- 21 września – Henry Wilde, główny oficer na RMS Titanic (zm. 1912)
- 2 października – Władysław Jabłoński, polski architekt, polityk, prezydent Warszawy (zm. 1952)
- 4 października – Juliusz Tadeusz Tarnawa-Malczewski generał, minister spraw wojskowych w trzecim rządzie Wincentego Witosa (zm. 1940)
- 12 października – Ralph Vaughan Williams, brytyjski kompozytor (zm. 1958)
- 13 października – Cezary Szyszko, polski prawnik, działacz społeczny (zm. 1938)
- 14 października:
  - Reginald Doherty, brytyjski tenisista (zm. 1910)
  - Ole Østervold, norweski żeglarz, medalista olimpijski (zm. 1936)
- 15 października – Edith Wilson, żona 28. prezydenta USA Thomasa Woodrowa Wilsona (zm. 1961)
- 18 października – Stanisław Smreczyński (senior), polski entomolog, pedagog (zm. 1954)
- 23 listopada – Józef Calasanz Marqués, hiszpański salezjanin, męczennik, błogosławiony katolicki (zm. 1936)
- 24 listopada – Lew Michajłow, radziecki działacz partyjny i państwowy (zm. 1928)
- 5 grudnia – Wincenty Styczyński, polski lekarz, polityk, działacz społeczny na Górnym Śląsku (zm. 1922)
- 7 grudnia – Johan Huizinga, holenderski filozof i historyk, autor dzieła Jesień Średniowiecza (zm. 1945)
- 9 grudnia – Thomas W. Hardwick, amerykański polityk, senator ze stanu Georgia (zm. 1944)
- 25 grudnia – Emanuel Twórz, polski lekarz, działacz narodowy i społeczny (zm. 1955)
- 28 grudnia – Maria Amandyna Jeuris, belgijska misjonarka, męczennica, święta katolicka (zm. 1900)
- 29 grudnia – Helena Rolandowa, polska aktorka (zm. 1952)
- 30 grudnia – William Larned, amerykański tenisista (zm. 1926)
- data dzienna nieznana:
  - Jakub Major, polski rolnik, społecznik i samorządowiec (zm. 1948)

## Zmarli
- 9 stycznia – Henry W. Halleck, amerykański oficer, naukowiec i prawnik (ur. 1815)
- 24 stycznia – William Webb Ellis, pastor anglikański, legendarny twórca gry w rugby (ur. 1806)
- 23 lutego
  - Johann Georg Rainer, spiskoniemiecki działacz turystyczny (ur. 1800)
  - Jakub Ignacy Waga, polski przyrodnik i botanik (ur. 1800)
- 10 marca – Giuseppe Mazzini, włoski prawnik, dziennikarz, demokrata (ur. 1805)
- 20 marca – Franciszek od Jezusa, Maryi, Józefa Palau y Quer, hiszpański karmelita, błogosławiony katolicki (ur. 1811)
- 2 kwietnia – Samuel Morse, amerykański malarz i wynalazca (ur. 1791)
- 20 kwietnia – Andrej Sládkovič, słowacki poeta romantyczny (ur. 1820)
- 4 czerwca – Stanisław Moniuszko, polski kompozytor (ur. 1819)
- 26 czerwca – Sabina Grzegorzewska, polska pamiętnikarka (ur. 1808)
- 30 czerwca – Cirilo de Alameda y Brea, kardynał, prymas Hiszpanii (ur. 1781)
- 2 lipca – Aleksandr Hilferding, rosyjski slawista (ur. 1831)
- 18 lipca – Benito Juárez, meksykański polityk (ur. 1806)
- 28 lipca – Frederik Kaiser, holenderski astronom (ur. 1808)
- 3 września – Oskar Flatt, polski krajoznawca, autor pierwszej monografii Łodzi „Opis miasta Łodzi...” z 1853 r. (ur. 1822)
- 7 września – Antoni Stolpe, polski kompozytor, pianista (ur. 1851)
- 14 listopada – Maria Merkert, niemiecka zakonnica, założycielka elżbietanek, błogosławiona katolicka (ur. 1817)
- 2 grudnia – Wincenty Pol, polski poeta i geograf (ur. 1807)
- 3 grudnia – Paweł Darasz, polski lekarz, działacz niepodległościowy oraz powstaniec listopadowy (ur. 1811)
- 5 grudnia – Jakub Rarkowski, burmistrz Olsztyna w latach 1836–1865 (ur. 1809)
- 31 grudnia – Aleksis Kivi, fiński pisarz (ur. 1834)

## Święta ruchome
- Tłusty czwartek: 8 lutego
- Ostatki: 13 lutego
- Popielec: 14 lutego
- Niedziela Palmowa: 24 marca
- Wielki Czwartek: 28 marca
- Wielki Piątek: 29 marca
- Wielka Sobota: 30 marca
- Wielkanoc: 31 marca
- Poniedziałek Wielkanocny: 1 kwietnia
- Wniebowstąpienie Pańskie: 9 maja
- Zesłanie Ducha Świętego: 19 maja
- Boże Ciało: 30 maja